# Horn (anatomi)
 For alternative betydninger, se Horn. (Se også artikler, som begynder med Horn)
Horn er et fællesnavn for de store, meget forskellig formede og dannede udvækster, der findes på hovedets overside hos mange hovdyr. Efter deres bygning falder de i tre hovedgrupper; af disse findes de to første hos drøvtyggerne og har altid deres sæde på pandebenene.
- Egentlige horn, således som de findes hos de skedehornede drøvtyggere
- Takker eller gevirer findes udelukkende hos hjortene
- Næsehornenes horn af en ganske anden type, idet de blot er at opfatte som enorme, lokale fortykkelser af overhuden uden benkerne